# Zonska nogometna liga Karlovac 1952.

## Tablice
| Mj. | Klub                         | Sus. | Pobj. | Ner. | Por. | GR.   | Bod. |
| --- | ---------------------------- | ---- | ----- | ---- | ---- | ----- | ---- |
| 1.  | NK Borac Brodarci            | 10   | 6     | 2    | 2    | 23:14 | 14   |
| 2.  | NK Vatrogasac Gornje Mekušje | 10   | 5     | 3    | 2    | 22:14 | 13   |
| 3.  | NK Sijač Lučko               | 10   | 5     | 1    | 4    | 18:13 | 11   |
| 4.  | NK Petrova gora Vojnić       | 10   | 3     | 3    | 4    | 20:19 | 9    |
| 5.  | NK Sloga Draganić            | 10   | 2     | 2    | 6    | 13:23 | 6    |
| 6.  | NK Pobjeda Kamensko          | 10   | 2     | 2    | 6    | 10:23 | 6    |